# Clarence House
Clarence House je dům v ulici Mall v Londýnském obvodu Westminster, používaný britskou královskou rodinou. Sousedí se St. James's Palace a sdílí s ním jeho zahrady. V letech 1953 až 2002 zde bydlela královna Elizabeth, matka královny Alžběty II. Poté byl oficiálním sídlem tehdejšího prince Charlese, jeho druhé ženy Camilly a jeho syna, prince Williama. Pro veřejnost je přístupný přibližně dva měsíce během léta, ale vstupenky musí být rezervovány v předstihu.

## Historie
Stavba vznikla v období let 1825 až 1827 podle návrhu Johna Nashe. Byla postavena pro vévodu z Clarence předtím, než roku 1830 nastoupil na trůn jako Vilém IV. Používal tento dům místo St. James's Palace, který mu připadal stísněný.

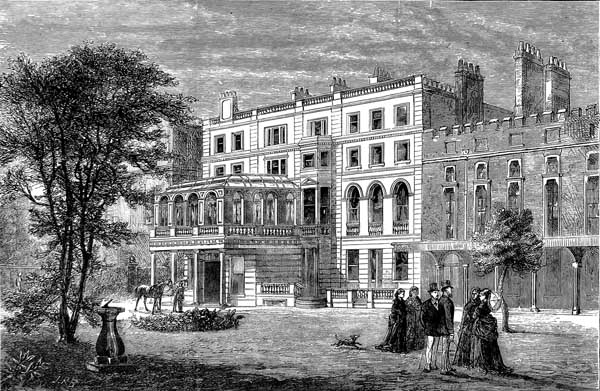
Clarence House okolo roku 1874

Clarence House připadl jeho sestře princezně Augustě Sofii a po její smrti roku 1840 vévodkyni Viktorii z Kentu, matce královny Viktorie. Roku 1866 se stal domovem pro Viktoriina druhého syna Alfréda a jeho čtyři děti do jeho smrti roku 1900. Jeho mladší bratr Artur bydlel v Clarence House od roku 1900 až do své smrti roku 1942.
V době druhé světové války byl poškozen při bombardování. V té době byl využíván Červeným křížem a brigádami St. John Ambulance jako jejich centrála.
Po válce byl předán manželům Alžbětě II. a vévodovi z Edinburghu. V tomto domě se roku 1950 narodila princezna Anna. Po smrti Jiřího VI. se sem v roce 1953 přestěhovala královna matka a princezna Margareta.

## Charakteristika
Dům má čtyři poschodí a výrazně světlou omítku. Dům prošel mnoha rekonstrukcemi, z nichž ta největší byla provedena po druhé světové válce, takže se současný vzhled liší od původního Nashova návrhu.
V nedávné době byly provedeny Robertem Kimem úpravy interiéru pro prince Charlese. Princ Charles se sem nastěhoval v roce 2003 po smrti své babičky, královny matky (Queen Mother) Elizabeth.
Dům je součástí širšího komplexu budov kolem St. James's Palace, s nímž je spojen chodníkem.
Termín Clarence House je používán médii pro označení prohlášení pocházejících z kanceláře prince Charlese.
Dopravní spojení – metro – Green Park, St James's Park

## Další informace
Ke Clarence House vede stezka Diana, Princess of Wales Memorial Walk.